# Alanna Arrington

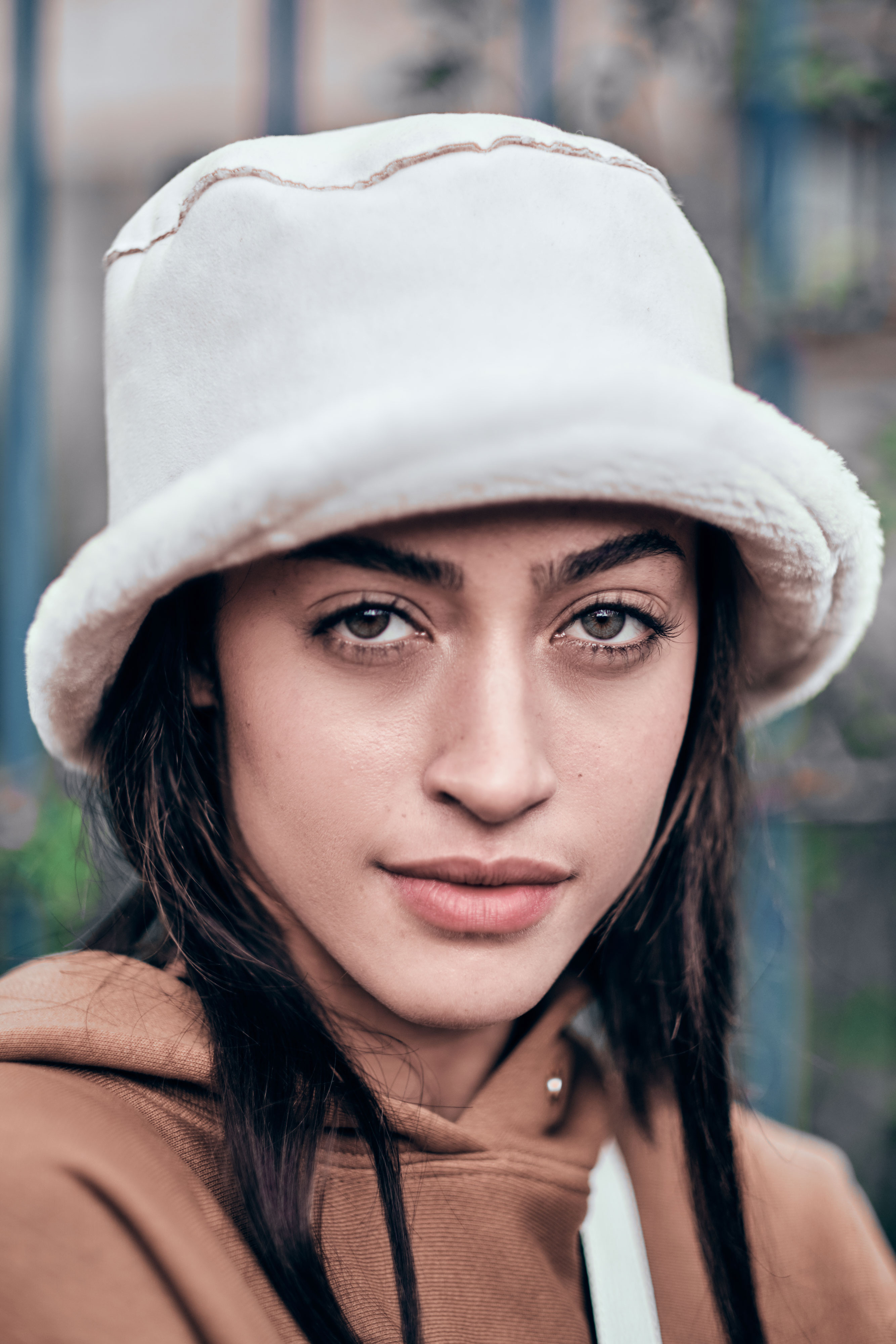
Alanna Arrington

Alanna Arrington (* 18. November 1998 in Cedar Rapids, Iowa) ist ein US-amerikanisches Model.
Im Alter von 14 Jahren wurde sie von einem Model-Scout entdeckt. Nach zwei Jahren in Los Angeles zog sie 2016 nach New York City, wo sie bei Next Management unter Vertrag kam. Als Laufsteg-Model lief sie für Chanel, Louis Vuitton oder Armani. Von 2016 bis 2018 wirkte sie an den Victoria’s Secret Fashion Shows mit. Als Covergirl war sie auf internationalen Ausgaben der Elle und Harper’s Bazaar zu sehen.